# طاشبينار (أديامان)
طاشبينار (بالكردية: Hosurge‏) (بالتركية: Taşpınar)‏ هي قرية كرديّة تتبع إداريّاً لمديرية أديامان في محافظة أديامان التركية الواقعة في جنوب شرق الأناضول. وبلغ عدد سكانها 390 نسمة في عام 2021.